# Javier Moreno

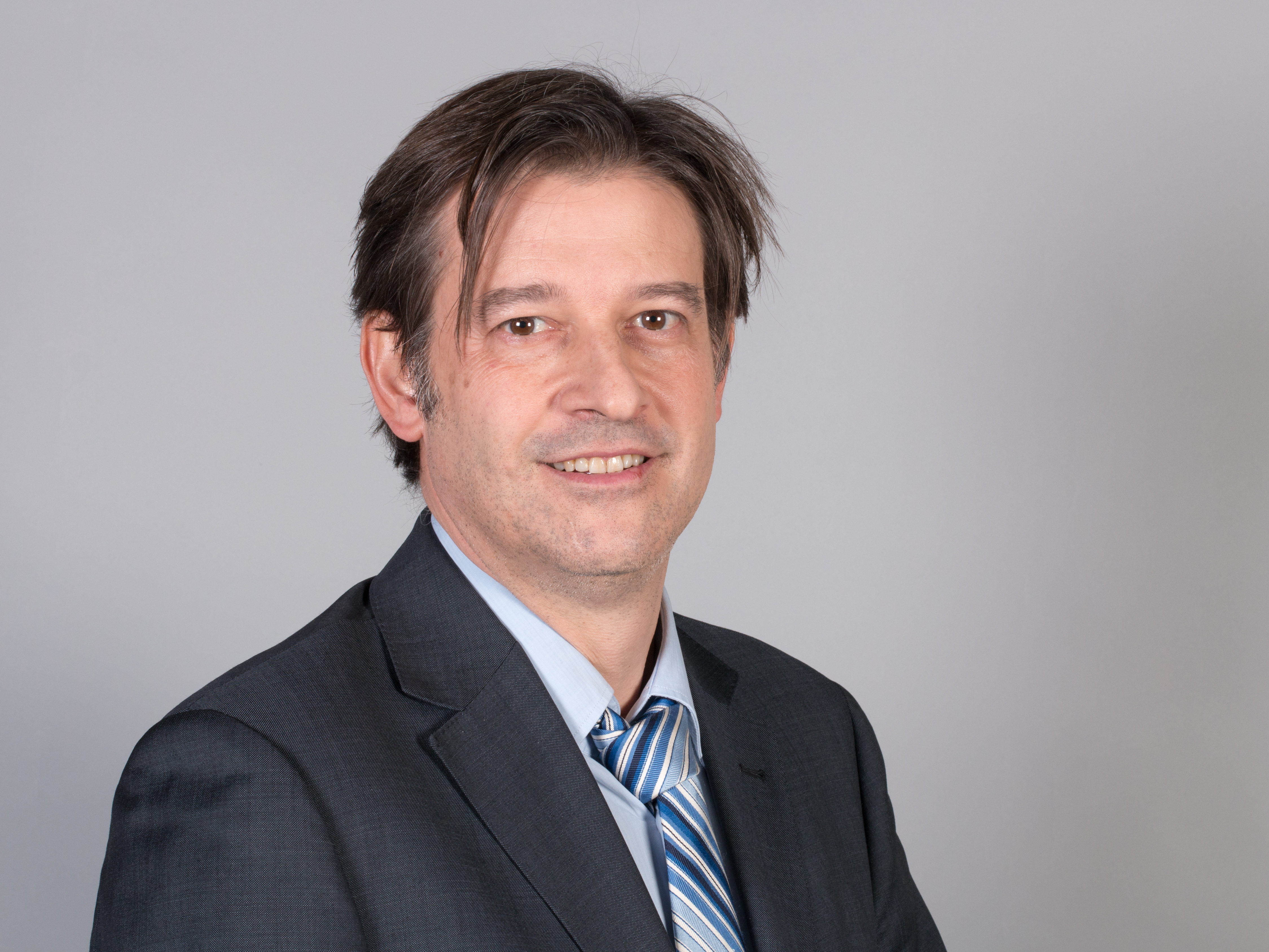
Javier Moreno Sánchez, 2014

Javier Moreno este un om politic spaniol, membru al Parlamentului European în perioada 2004-2009 din partea Spaniei.
1. ↑   http://www.europarl.europa.eu/meps/es/28347/JAVIER_MORENO+SANCHEZ/home Lipsește sau este vid: |title= (ajutor)
2. 1 2  Deputații în Parlamentul European
3. ↑   https://www.europarl.europa.eu Lipsește sau este vid: |title= (ajutor)